# Praomys misonnei
Praomys misonnei is een knaagdier uit het geslacht Praomys dat voorkomt in het noorden en oosten van de Democratische Republiek Congo, en de aangrenzende delen van Kenia en Oeganda. Deze soort behoort tot de Praomys tullbergi-groep; mogelijk is het slechts een lokale vorm van die soort.
Deze soort heeft een zachte vacht. De rugvacht is donkergrijs bij jonge exemplaren, maar wordt roder als het dier ouder wordt. De onderkant is grijsachtig. De kop-romplengte bedraagt 89 tot 123 mm, de staartlengte 113 tot 163 mm, de achtervoetlengte 21 tot 25,5 mm en de oorlengte 16 tot 21 mm.